# Jack Straw
John Whitaker Straw (født 3. august 1946, Buckhurst Hill, Essex England) har været valgt til Parlamentet for Labourpartiet siden 1979 og har haft skiftende ministerposter Storbritanniens Labour-regeringer. 1997-2001 var han indenrigsminister, 2001-2006 udenrigsminister, formand for Underhuset 2006-2007, og 28. juni 2007 udnævnte Gordon Brown Jack Straw til justitsminister.
- Wikimedia Commons har flere filer relateret til Jack Straw